# IC 3501
IC 3501 је галаксија у сазвјежђу Береникина коса која се налази на листи објеката дубоког неба у Индекс каталогу.
Деклинација објекта је + 13° 19' 21" а ректасцензија 12h 33m 51,5s. Привидна величина (магнитуда) објекта IC 3501 износи 14,1 а фотографска магнитуда 14,7. Налази се на удаљености од 13,4 милиона парсека од Сунца. IC 3501 је још познат и под ознакама MCG 2-32-139, CGCG 70-170, VCC 1528, PGC 41754.